# Habronychus semimetallicus
Habronychus semimetallicus is een keversoort uit de familie soldaatjes (Cantharidae). De wetenschappelijke naam van de soort werd in 1997 gepubliceerd door Wittmer.